# 植松寿絵
植松 寿絵（うえまつ としえ、1974年4月14日 - ）は、日本の元女子プロレスラー。
静岡県富士宮市出身。血液型O型。

## 人物
デビューしたGAEA JAPANの解散以降、フリーランスとして各団体に出場し、年間100試合以上をこなした。技巧派・職人タイプのレスラー。前髪を立ててツノのようにし、目や口にペイントを施した出で立ちで試合を行う。
また、輝優優とのタッグチーム「植松☆輝」はKING OF TAG TEAMを名乗り、数々のタッグベルトを戴冠した。引退時も3本のタッグベルト（WAVE認定タッグ王座・JWP認定タッグ王座・デイリースポーツ認定女子タッグ）を保持したままの引退となった。
プロレスリングWAVEでは選手の他にコーチとしての役割も果たし、WAVE所属以外の練習参加を希望する選手も含めて、植松独自の方法で若手選手への指導を行っていた。
さらに2008年以降は表現力を学ぶ一環として舞台にも出演していた。
長らくフリーランスとして活躍していたが、引退を1年後に控えた2011年にプロレスリングWAVEに入団。2012年4月、後楽園ホールにて現役を引退した。
現在は地元に戻り、スポーツジムでインストラクターを務める一方、インディー団体「富士宮プロレス」のチーフプロデューサーを務めている。また、静岡県を拠点に活動しているガールズヴォーカルグループ「AstliAs」の応援活動にも積極的に行っていることを自身のTwitterで公表している。

## 所属
- GAEA JAPAN（1994年 - 2005年）
- フリーランス（2005年 - 2011年）
- プロレスリングWAVE（2011年 - 2012年）
- FEVER DRAGON NEO（2008年 - 2011年）ただし舞台出演の場合のみ。

## 経歴
1995年
- 4月15日、東京・後楽園ホールにおいて、対永島千佳世戦でGAEA JAPANでデビュー。時間切れ引き分け。

1996年
- 5月11日、東京・大田区体育館「第1回ジュニア・オールスター戦」において、チャパリータASARIと対戦、スカイツイスター・プレスで敗れる。

1997年
- 4月4日、アメリカ・WCWに遠征。WCW世界女子クルーザー級初代王座決定トーナメントに参戦。決勝でマリア・ホサカに勝利し初代王者となった。

2005年
- 4月10日、GAEA解散。以後フリーとしていろいろな大会に出場。
- 4月25日、M's一周年大会のワンデートーナメントのXとして、2回戦で栗原あゆみと対戦。
- 8月7日、M's「Mab〜夢を支配V〜」ワンデータッグトーナメントを輝優優とのタッグ「植松☆輝」で優勝。
- 9月18日、東京・後楽園ホール（BRACE UP '05）において、植松☆輝として、NEOマシンガンズ（タニー・マウス、宮崎有妃組）と対戦。スクールボーイで宮崎から勝利。
- 11月20日、M's「Mab〜夢を支配VIII〜」において、対アジャ・コング戦で勝利。
- 11月27日、東京・キネマ倶楽部において、闘牛・空と組んで、タニー・マウス、ウルティモ・モレノ組とマスカラ・コントラ・カベジェラで対戦。モレノのダイビングボディーアタックで敗れる。
- 12月11日、東京・後楽園ホール（STAND OUT）において、植松☆輝として、NEOマシンガンズと対戦。タニーのミス・ミッコリで敗れる。

2006年
- 1月9日、東京・後楽園ホール（HOME COMING）において、宮崎有妃、さくらえみと3WAY戦。宮崎の外道クラッチで敗れる。
- 7月2日、「レディゴンまつり」において、植松☆輝として、木村響子、闘牛・空組と対戦。丸め込みで空から勝利。
- 8月27日、東京・新宿FACE（M'sワンデータッグトーナメント）を植松☆輝で優勝。
- 9月10日、新木場1stRING（“息吹”大会）において、吉田万里子と組んで、木村響子、チェリー組と対戦。吉田が足4の字固めで木村からギブアップ勝ち。その後沼津に直行し沼津プロレス旗揚げ戦に地元出身選手として凱旋参戦した。
- 11月16日 プロレスリングSUNでアメージング・コング率いるREM入りをした。
- 11月17日、東京・新宿FACE「第21回Ozアカデミー興行〜再会〜」において、永島千佳世と組んで、里村明衣子、加藤園子組と対戦。永島が裏足4の字固めで加藤からギブアップ勝ち。

2007年
- 1月14日、東京・後楽園ホールでのSUN「COLORS」にて行われたWDBタッグ王座決定戦にスティーブ・コリノと組んで参戦し、前村早紀・バンビ・キラー組を倒して第3代王者となった。
- 4月5日、東京・新木場1stRINGでのSUN「COLORS〜ココロはダイアモンド☆〜」にてWDBタッグ王座の防衛戦が行われ、挑戦者の＼(^o^)／チエ・KUSHIDA組を破り初防衛に成功。
- 7月8日、東京・キネマ倶楽部でのJWP「Power up!!」にて行われたJWP認定タッグ選手権試合に植松☆輝で挑戦し、阿部幸江・KAZUKI組を破って第27代JWP認定タッグ王者となった。
- 8月12日、東京・板橋グリーンホールでのJWP「Power up!!」にて行われたJWP認定タッグ選手権試合で初防衛に失敗、倉垣翼・春山香代子組が第28代王者となった。
- 8月18日、東京・後楽園ホールでのOZアカデミー「プラムの花咲くOZの国」に植松☆輝で出場し、この日復活を果たしたD-FIX（尾崎魔弓・KAORU）と対戦、D-FIXに敗れる。
- 8月26日、東京・新木場1stRINGでのプロレスリングWAVE旗揚げ戦「Sail a way」に植松☆輝で出場し、この日約2年ぶりに膝の怪我から本格復帰を果たした桜花由美（パートナーは大向美智子）と対戦した（試合は植松☆輝組の勝利）。
- 9月30日、東京・ディファ有明での「MARVELOUS NIGHT MIRACLE GAME」で里村明衣子・永島千佳世と組み、輝優優・加藤園子・カルロス天野組とセミファイナルで対戦。師匠・長与千種が本部席で見守る中、ソラリーナで輝優優から3カウントを奪って勝利。なお、この日の試合は「デビル雅美レスラー30年突入記念興行」として行われ、メインに出場したデビル雅美は試合後に引退を表明。
- 10月3-8日、東京芸術劇場小ホール1で上演された劇団FEVER DRAGON NEO 第4回公演「RING」にKAORUと共に出演し、舞台女優デビューを果たした。「RING」は女子プロレスをテーマにした舞台で、他にレフェリーの伊東幸子も出演している。
- 11月4日、東京・後楽園ホールでのNEO女子プロレス「STAND OUT 07」で、希月あおい・野崎渚のチーム青春緑と組み、豊田真奈美・チェリー・石井美紀組と対戦。それまでの展開の中でチーム青春緑の最高顧問に就任させられたため、チームカラーに合わせ新人時代に着ていた緑色の水着を着て試合を行った。試合は植松がノーザンライト・スープレックスで石井をフォールして勝利。

2008年
- 3月9日、東京・新宿FACEでのOZアカデミー「CALROS WORLD」にてデビル雅美とシングルで対戦。かつてGAEA JAPANで付き人をし、またタッグを組んでいたデビルからソラリーナでフォール勝ちを収めた。
- 3月12日、東京・新木場1stRINGでのプロレスリングWAVE「Weekday WAVE vol.3」にて春日萌花と組みJWPの日向あずみ・新関真由香組と対戦。この日が約1年2か月ぶりの復帰戦となる春日の練習のコーチを数か月前から行ってきた植松がタッグパートナーを務めた。試合は日向のみちのくドライバーIIによって春日がフォール負け。
- 3月15-16日、東京・シアターサンモールにて行われた舞台「こんなメンバーでやっちゃいました PART-7」に出演、昨年の「RING」に引き続き2度目の舞台出演を果たした。舞台は1970年代の歌番組の設定で、植松は番組ADの役で出演した。
- 3月30日、東京・新木場1stRINGでのプロレスリングWAVE「Climax WAVE Mar.」にて春日萌花とシングルマッチで対戦。復帰戦ではタッグを組んだがこの日は対戦し、最後はドラゴン・スープレックス・ホールドで勝利した。
- 4月13日、東京・後楽園ホールでのKAIENTAI-DOJO「CLUB-K SUPER ev.7」にて山縣優とシングルマッチで対戦。最後は溺遭（できあい）と名づけた技で山縣優がフォール勝ちを収めた。試合後は互いに感謝の意を表した後、植松が「今度はあなたが女子のリングに上がってください」とマイクアピール。
- 7月3-6日、東京・ウッディーシアターにて行われた劇団B→topsショートコメディ公演第5弾「B→chot〜V〜」に出演。6作品で構成されるオムニバスのうち3作品に出演、KAORUらとともにコメディー作品を演じた。
- 7月13日、東京・後楽園ホールでのNEO「SUMMER STAMPEDE 08」にてだいのぞみと対戦。団体所属レスラーのデビュー戦の相手をフリーランスの選手が務めるという形になった。
- 8月10日、東京・後楽園ホールでのOZアカデミー「プラムの花咲くOZの国2008 I」にて、デビル雅美が自らの試合後にリングに植松を呼び出し、スーパーヒールの継承を打診。植松は戸惑いながらも差し出された木刀を受け取り、継承を受諾した。
- 8月22-24日、大阪・in→dependent theatre 2ndで上演された劇団FEVER DRAGON NEO 第5回公演「RING〜Starting Over〜」に出演。「RING〜Starting Over〜」は昨年上演された女子プロレスをテーマにした舞台「RING」の続編にあたり、昨年も共演したKAORUや今回が初舞台となった栗原あゆみらとともに、実際と同名の選手役を舞台の中で演じた。なおこれ以降、舞台出演に関してはFEVER DRAGON NEO所属として活動することとなった。
- 10月12日、東京・新宿FACEでのJWP「Survival road.1」にて春山香代子・倉垣翼の持つJWP認定タッグ選手権・デイリースポーツ認定女子タッグ選手権に植松☆輝で挑戦し、最後は輝がデビル雅美から受け継いだ技・ファイヤーバレーで倉垣をフォールし、植松☆輝組が第29代JWP認定タッグ、第2代デイリースポーツ認定女子タッグの王者チームとなった。
- 10月31日、東京・新木場1stRINGでのプロレスリングWAVE「Climax WAVE・OCT」にて、植松☆輝で保持するJWP認定タッグ選手権・デイリースポーツ認定女子タッグ選手権を賭けてNOSAWA論外・MAZADAの東京愚連隊と対戦。女子のタイトルに男子が挑戦するという前代未聞のこのタイトルマッチは、最後は植松が急所攻撃からNOSAWA論外を丸め込み、タイトル防衛を果たした。なお、9月15日に行われた同一カードでのノンタイトル戦でリングアウトによって勝敗が決まったため、この試合ではリングアウトなし、反則裁定なしの完全決着ルールで行われた。
- 11月27-30日、東京・笹塚ファクトリーで上演された劇団FEVER DRAGON NEO 第6回公演「FAKE〜偽りの顔〜」に出演。死んだ信長が亡霊となって再び戦国の世に甦るという内容の作品の中で、妖怪・牛蜘蛛を演じた。
- 12月28日、東京・後楽園ホールでのJWP「JWP-CLIMAX 2008」にて、植松☆輝で保持するJWP認定タッグ選手権・デイリースポーツ認定女子タッグ選手権を賭けて元気美佐恵・蹴射斗組と対戦。3日後に引退を控える元気が相手だったが、最後は輝がファイヤーバレーで蹴射斗をフォールし、植松☆輝組が2度目の防衛を果たした。
- 12月30日、東京・後楽園ホールでの長与千種プロデュース興行「MARVELOUS NIGHT V」にて、この日引退するデビル雅美とメインで6人タッグで対戦。最後は植松がドラゴン・スープレックス・ホールドでデビルから3カウントを奪った。

2009年
- 1月25日、大阪・デルフィン・アリーナでのJWP「Osaka Pure Fire!!2」にて、植松☆輝で保持するJWP認定タッグ選手権・デイリースポーツ認定女子タッグ選手権を賭けて堀田祐美子・蹴射斗組と対戦。蹴射斗がシュバインで植松をフォールし、植松☆輝は3度目の防衛を果たせず、堀田・蹴射斗組が新王者となった。
- 2月22日、東京・後楽園ホールでのOZアカデミー「魔性の花咲くOZの国」にてスーパーヒール・植松寿絵として出場。全身白のコスチュームで登場し、KAORUとシングルで対戦。最後はKAORUのエクスカリバーを切り返しての丸め込みで植松が勝利した。
- 4月4日、東京・新木場1stRINGでのプロレスリングWAVE「桜花由美Happy Birthday WAVE〜サクラサク2.0」にて、「植松WAVE」と題したスペシャルロイヤルランブルが行われ、参加選手全員が植松の歴代のコスチュームを身にまとい、コーナー上で水を噴いて入場し、試合を行った。参加した選手は、GAMI、輝優優、中川ともか、ダイナマイト関西、桜花由美、木村響子、闘牛・空、植松寿絵、春日萌花。優勝は春日。
- 4月26日、東京・ベルサール六本木でのCHICK FIGHTS SUN「SUNSET〜Hikaru・前村さきFINAL〜」にて、日高郁人と組んで前村さき・藤田ミノル組と対戦、この日引退する前村と最後の対戦を行った。
- 4月29日、東京・新宿FACEでの極悪興行「極悪血祭りVIII」にて、チェリーと組み、ダンプ松本・サソリ組と対戦、この日引退するサソリと最後の対戦を行った。
- 4月30日、東京・後楽園ホールでの「Yes we can〜賭けと挑戦〜」にて行われた同世代選手による1DAYトーナメントに出場、1回戦で春山香代子と対戦するが敗戦し2回戦進出ならず。優勝は加藤園子、輝優優、永島千佳世を下した里村明衣子。
- 5月15日、静岡・富士宮市民体育館での富士宮プロレス旗揚げ戦に参戦、サクヤとシングルマッチを行い、地元・富士宮で試合を行った。
- 6月19日、大阪・ミナミ ムーブ・オン アリーナでの「テッド・タナベ追悼興行」にて、女子プロレス提供試合としてGAMIと組み、コマンド・ボリショイ&宮崎有妃組と試合を行った。
- 8月2日、東京・キネマ倶楽部でのJWP「JWPNo.1夏女決定トーナメント2009」に出場、1回戦は蹴射斗から勝利、2回戦は日向あずみから勝利するが、準決勝で桜花由美に敗れる。トーナメントは決勝で桜花を破った米山香織が優勝した。
- 8月29-30日、千葉・三井ガーデンホテル 船橋ららぽーとで上演された劇団FEVER DRAGON NEO 第7回公演「FEEL SO GOOD」に出演。オムニバス3話のうち2話に登場した。
- 10月5日、NHK総合にて放送された「生中継 ふるさと一番!『富士山ろくにゴング鳴る〜静岡県富士宮市〜』」に富士宮プロレス、沼津プロレスの選手らと共に出演し試合を行った。NHKでは力道山以来となるプロレス試合生中継となった。
- 10月22日-11月1日、東京・笹塚ファクトリー、大阪・in→dependent theatre 2ndにて上演された劇団FEVER DRAGON NEO 第8回公演「RING 〜DESTINY〜」に出演、2年前から続くシリーズ作品に選手役で出演した。

2010年
- 3月14日、神奈川・川崎市体育館でのNEO「〜10周年記念大会〜 NEO SPECTACLE IN 聖地川崎」にて、芸能人女子フットサルチーム「南葛シューターズ」の藤本つかさ（アイスリボン）、吉川綾乃とタッグを組み、NEOマシンガンズと変則タッグマッチで対戦。南葛チームのセコンドには松原渓が付き、同フットサルチームの監督も務める高橋陽一も花束贈呈でリングに登場、一方のマシンガンズ側も串田アキラが登場し入場テーマ曲を生歌で歌った。試合はタニーが筋肉バスターで藤本から勝利した。
- 3月22日、大阪・世界館でのJWP「Road to MANIAX 2010 〜OCCリーグ戦」にて、KAZUKIと組みJWP認定タッグ＆デイリースポーツ認定女子タッグ新王者決定トーナメント決勝戦でコマンド・ボリショイ・藪下めぐみ組と対戦、KAZUKIが藪下からフォールを奪い、植松組が第34代JWP認定タッグ、第7代デイリースポーツ認定女子タッグ王者となる。
- 5月30日、東京・新木場1stRINGでのプロレスリングWAVE「Sunday WAVE vol.4」にて「闘牛・空引退試合〜伝説のシングル5人がけ!」に3人目の対戦相手として出場。この日で引退することになった闘牛・空とシングルマッチを行った。
- 7月24日、東京・新宿FACEでの「SMASH.6」にてSMASHに初参戦し、小路晃と組んでAKIRA、リン・バイロン組と対戦した。「素の植松寿絵」をテーマにリングに上がり、いつものメイクや角はなく、リングコスチュームも白とオレンジを基調とした新しいものを使用して試合を行った。
- 8月29-30日、千葉・三井ガーデンホテル 船橋ららぽーとで上演された劇団FEVER DRAGON NEO 第9回公演「3on3」に出演。
- 9月19日、東京・新宿FACEでのJWP「JWP REVOLUTION 2010」にて、KAZUKIと組みJWP認定タッグ＆デイリースポーツ認定女子タッグ防衛戦をアジャ・コング・阿部幸江組と行い、阿部がKAZUKIからフォールを奪い、王者組が6度目の防衛に失敗。
- 10月8-17日、東京・笹塚ファクトリーと大阪・世界館にて上演された劇団FEVER DRAGON NEO 第10回公演「RING 〜VALKYRIE〜」に出演。

2011年
- 3月12-13日、アメリカのプロレス団体「チカラ」に参戦、12日はペンシルベニア州ウィリアムズポートでマディソン・イーグルと、13日はニューヨーク州ブルックリンでサラ・デル・レイとシングルでそれぞれ対戦した。
- 4月10日、東京・新宿FACEでのプロレスリングWAVE「桜花由美 HAPPY BIRTHDAY WAVE ver3.2」のオープニングにて、2012年4月で現役を引退することを発表。また、この日よりプロレスリングWAVEに入団、引退まで所属することも併せて発表した。
- 5-7月、プロレスリングWAVEが開催した「Catch the WAVE 2011」に出場、リーグ戦は4戦全勝でテクニカルブロックを通過したが、決勝トーナメントでは準決勝で敗退し3位に終わった。
- 10月19-23日、東京・笹塚ファクトリーにて上演された劇団FEVER DRAGON NEO 第11回公演「RING 〜KIZUNA〜」に出演。GAEA JAPANで師弟関係だった長与千種と舞台で共演した。
- 10月30日、植松☆輝でエントリーした初代WAVE認定タッグ王座決定トーナメント「DUAL SOCK WAVE 2011」決勝戦に進出したが、カナアユ（華名&栗原あゆみ）に敗れる。
- 12月2-4日、アメリカのプロレス団体「チカラ」の「JoshiMania」に参戦、2日はペンシルベニア州フィラデルフィアで豊田真奈美とシングルで対戦、3日はワシントン州エバレットでGAMIと組んでチェリー・下野佐和子組と対戦、4日はニューヨーク州マンハッタンで8人タッグマッチに出場した。

2012年
- 2月5日、大阪・ミナミ ムーブ・オン アリーナでのプロレスリングWAVE「大阪ラプソディVol.14」で華名・栗原あゆみ組の持つWAVE認定タッグ王座に挑戦し、王者組が4度目の防衛に失敗、植松☆輝が第2代王者となる。
- 3月4日、東京キネマ倶楽部にて「植松★輝自主興行LAST SPURT!!」を開催。植松は2試合に出場し、第2試合でスーパーヒール封印マッチとしてアジャコングとシングルで対戦、メインでは輝優優と組んでアジャコング・高橋奈苗組とタッグで対戦した。
- 4月8日、東京キネマ倶楽部でのJWP「タッグリーグ・ザ・ベスト2012優勝決定戦」の決勝戦で輝優優と組み中森華子・大畠美咲組と対戦。植松☆輝がリーグ戦優勝、第38代JWP認定タッグ&第11代デイリースポーツ認定女子タッグ王者組となる。
- 4月18日、東京・新木場1stRINGでのプロレスリングWAVE「Weekday WAVE vol.47」にて5人掛けシングル戦を行い、大畠美咲（10分時間切れ引き分け）、中川ともか（中川勝利）、木村響子（10分時間切れ引き分け）、チェリー（チェリー勝利）、栗原あゆみ（栗原勝利）の5選手と連続で試合を行い、合計42分余りを戦った。
- 4月28日、東京・浜町スタジオでのプロレスリングWAVE「Beach time st vol.2」にて桜花由美と最後のシングル戦を行なった。
- 4月29日、東京・新木場1stRINGでのプロレスリングWAVE「Sunday WAVE vol.9」にてGAMIと最後のシングル戦を行なった。
- 4月30日、東京・後楽園ホールでのプロレスリングWAVE「VIRGIN SHOCK～catch the WAVE2012開幕戦～」にて輝優優と組み、渋谷シュウ・春日萌花組と引退試合を行い、18年の現役生活を終えた。引退セレモニーの10カウントゴングでは、大畠美咲、チェリー、中川ともか、水波綾、桜花由美、GAMI、春日萌花、渋谷シュウ、アジャコング、輝優優の10名が1回ずつゴングを鳴らした。
- 12月6日、東京・新木場1stRINGでのプロレスリングWAVE「Weekday WAVE vol.56」では売店に入っていたが、これがWAVEラストマッチとなった輝優優に呼び込まれ一夜限りの「植松☆輝」復活を果たし勝利に貢献した。

2013年
- 12月30日、東京・後楽園ホールでのGAMI引退記念自主興行「GAMILIBRE LUCKY7〜ほなさいなら〜」にて、GAMI引退試合のバトルロイヤルにサプライズゲストとして登場。久しぶりにコスチューム姿での入場パフォーマンスを見せた。

2014年
- 3月22日、東京・大田区総合体育館での「Marvelous Night vol.6 That's女子プロレス」にて、この日が復帰戦となるKAORUの対戦相手を務めるため、メインの6人タッグマッチにて一日限定復帰を行った。KAORUが2011年に引退を決断した際に植松を引退試合の対戦相手に指名する予定だったがKAORUの負傷欠場によりこれが流れ、2012年に植松が引退する際には逆に植松がKAORUを引退試合の対戦相手に指名することを望んでいたが、KAORUの復帰の目処が立たずこれも叶わぬうちに植松は引退することになった。この日の一日限定復帰はKAORUからの強い要望に植松が応える形で実現した[1]。

2015年
- 10月8日、東京・新宿FACEでのRay12周年記念自主興行にて行われたフィットネスコンテストの女子の部に出場。
- 12月8-13日、東京・文化シヤッターBXホールにて上演された幌張馬車プロデュースVol.5「三十三回忌」に出演。４年ぶりとなる舞台出演となった。

2016年
- 1月10日、東京・新木場1stRINGでの黄昏番長プレゼンツ「GENOCIDE FEST」にて行われたプロレスリングWAVE提供試合、桜花由美・夏すみれ対春日萌花・飯田美花の試合に特別レフェリーとして参加。試合中、桜花に促される形で顔面ウォッシュも披露した。

## 得意技
場外リングアウト
輝優優とタッグと組み始めた頃に多用していた。「決めるぞ、場外！」と叫び対戦相手を場外に連れ出し、カウントアウトギリギリでリングに戻る。
ドラゴン・スープレックス
相手を背後からフルネルソンに捉え、後方にブリッジする。
ソラリーナ
相手の手首をリストロックに捉えながら相手の背後に回り込み、勢いをつけて相手の首に足を絡め、相手を前方に倒し、丸め込んでフォールする技。右側からでも左側からでも仕掛けることができる。
ダイビング・ボディ・プレス
リングに仰向けにダウンしている相手目がけ、コーナーから自身の上体を叩きつけるように飛び降りる。時には場外の相手目がけて放つこともある。
コーナーキック（ミサイルキック）
リングに立っている相手目がけ、コーナーからドロップキックを放つ。以前NEOで松本浩代とシングルで対戦した際、松本に対して十数発のミサイルキックを続けざまに放ったことがある。
ハイアングル植松（輝優優との合体技）
仰向けにダウンしている相手の横に輝が立ち、その肩に植松が飛び乗る。植松が輝の髪を掴みながら膝立ちの状態になり、そこから落差のあるボディ・プレスを放つ。技をかける相手がうつぶせの場合、植松を上に乗せてからその状態で輝が相手を蹴って仰向けにすることもある。

## タイトル歴
- 初代WCW世界女子クルーザー級王座
- 第11代、第16代AAAWタッグ王座
- 第24代、第27代、第29代、第34代、第38代JWP認定タッグ王座
- 第180代、第214代、第780代アイアンマンヘビーメタル級王座
- 第44代HHH王座
- 第3代WDBタッグ王座
- 第2代、第7代、第11代デイリースポーツ認定女子タッグ王座
- 第2代WAVE認定タッグ王座

## 入場テーマ曲
- 「RETURN TO THE DRAGON」（MANCHILD） ※「united states」に収録

## テレビドラマ出演
- 99.9-刑事専門弁護士-第10話（2016年6月19日、TBS） - 渡辺美穂の妹役[要出典]